# VOB/B
Die VOB/B, vollständiger Titel VOB Vergabe- und Vertragsordnung für Bauleistungen – Teil B: Allgemeine Vertragsbedingungen für die Ausführung von Bauleistungen, ist ein traditionsreiches, durch Auftraggeber- und Auftragnehmerverbände gemeinsam entwickeltes und laufend fortgeschriebenes Klauselwerk, das zur Verwendung als Allgemeine Geschäftsbedingungen für Bauverträge in Deutschland konzipiert ist. Sie wird als DIN 1961 herausgegeben. Da aufgrund der paritätischen Besetzung des Ausarbeitungsgremiums von einem ausgewogenen Gesamtwerk auszugehen ist, privilegiert der Gesetzgeber die VOB/B in § 310 Abs. 1 Satz 3 BGB hinsichtlich der Inhaltskontrolle einzelner Bestimmungen. Sie wurde insbesondere geschaffen, um das Fehlen bauspezifischer Regeln im gesetzlichen Werkvertragsrecht des BGB auszugleichen. Sie ergänzt und modifiziert dazu die gesetzlichen Regelungen. In Deutschland ist die VOB/B für Bauverträge der öffentlichen Hand verpflichtend und hat auch bei privaten Bauverträgen einen sehr hohen Verbreitungsgrad.
Die VOB/B ist einer von drei Teilen der Vergabe- und Vertragsordnung für Bauleistungen (VOB) (früher: Verdingungsordnung für Bauleistungen). Die VOB wurde 1926 geschaffen und wird heute vom Deutschen Vergabe- und Vertragsausschuss für Bauleistungen (DVA) laufend den aktuellen Gegebenheiten angepasst.
Vergleichbare internationale Regelungen sind die SIA-Norm 118 (Schweiz), die ÖNORM B 2110 (Österreich) oder die FIDIC-Bedingungen (international).

## Entstehung
Die VOB wurde vom Deutschen Vergabe- und Vertragsausschuss für Bauleistungen (DVA) geschaffen. Im DVA, einem Verein, haben die öffentliche Hand und Spitzenorganisationen der Bauwirtschaft an der Entwicklung der VOB/B mitgewirkt mit dem Ziel, Regeln für die Abwicklung von Bauverträgen zu schaffen, die zwischen den Interessen des Bauherrn und des Bauunternehmers einen gerechten Ausgleich herbeiführen.

## Bedeutung
Öffentliche Auftraggeber sind in der Regel wegen der Verpflichtung zur Beachtung der VOB/A verpflichtet, in Bauverträgen mit ihren Auftragnehmern auch die Geltung der VOB/B zu vereinbaren. Aber auch in Bauverträgen privater Auftraggeber vereinbaren die Vertragsparteien häufig die Geltung der VOB/B, ohne dazu verpflichtet zu sein.

## Rechtsnatur
Die VOB/B ist kein Gesetz, sondern hat nach herrschender Meinung den Charakter von Allgemeinen Geschäftsbedingungen (AGB). Als solche wird sie nur Vertragsbestandteil, wenn ihre Geltung zwischen den Vertragsparteien vereinbart wird. Das geschieht normalerweise dadurch, dass eine Vertragspartei (der Verwender im Sinne des Rechts der AGB) die Geltung der VOB/B in der Ausschreibung oder im Angebot zugrunde legt und die andere Vertragspartei auf dieser Basis anbietet bzw. das Angebot annimmt. Verbrauchern hat der Verwender durch Übergabe eines Abdrucks die Kenntnis von deren Inhalt zu verschaffen oder sonst die Möglichkeit zu geben, in zumutbarer Weise von ihrem Inhalt Kenntnis zu nehmen. Mit der Vereinbarung der VOB/B wird automatisch auch die VOB/C vereinbart, die nähere Regelungen zur Ausführung und Abrechnung enthält.
Häufig kommt es in der Baupraxis vor, dass zusätzlich zur VOB/B und C auch noch die Geltung „Besonderer Vertragsbedingungen“ einer Vertragspartei vereinbart wird. Enthalten verschiedene in den Vertrag einbezogene Klauselwerke konkurrierende Regelungen, muss geregelt werden, welche Bedingungen vorrangig gelten. Eine solche Regelung findet sich zum Beispiel in § 1 Abs. 2 VOB/B.
AGB unterliegen einer Inhaltskontrolle nach §§ 307 ff. BGB. Die Rechtsprechung hatte allerdings in der Vergangenheit auf der Basis der gesetzlichen Regelung in § 23 Abs. 2 Nr. 5 AGBG alter Fassung Vorschriften der VOB/B dann keiner Inhaltskontrolle unterworfen, wenn die VOB/B als Ganzes in einen Vertrag einbezogen war, wenn deren Regelungen also nicht durch zusätzliche Vereinbarungen im Bauvertrag oder in zusätzlichen Vertragsbedingungen einer Partei wieder abgeändert worden sind. Grundgedanke war, dass es sich um ein kollektiv ausgehandeltes und insgesamt ausgewogenes Klauselwerk handle. Auch wenn einzelne Vorschriften in der VOB/B isoliert betrachtet einer Inhaltskontrolle nicht standhalten, weil sie zum Nachteil eines Vertragspartners vom Gesetz abweichen, wird dieser Nachteil durch andere, demselben Vertragspartner günstige Vorschriften wieder ausgeglichen, sodass die VOB/B in unveränderter Form insgesamt als ausgeglichen gilt.
Im Anschluss an die Schuldrechtsreform ist teilweise bezweifelt worden, inwieweit diese Privilegierung der VOB/B (das heißt das Entfallen einer Inhaltskontrolle einzelner Klauseln) weiter fortgelten könne, weil sich den zunächst in § 308 Nr. 5 und § 309 Nr. 8b) ff) BGB aufgenommenen Regelungen eine umfassende Privilegierung nicht eindeutig entnehmen ließe. Für den Bereich der Verbraucherverträge ist bezweifelt worden, ob die Privilegierung der VOB/B nicht der europäischen Klauselrichtlinie widerspricht. In einem Urteil vom 22. Januar 2004 (BGHZ 157, 346 = NJW 2004, 1597) hat der Bundesgerichtshof entschieden, dass jede vertragliche Abweichung von der VOB/B dazu führt, dass die VOB/B nicht als Ganzes vereinbart ist. Es kommt nicht auf das Gewicht der Abweichung an. Ob die Privilegierung auch für die Zeit nach der Schuldrechtsreform weiter angewandt werden könne, hat der BGH hierbei ausdrücklich offengelassen. Mit Urteil vom 24. Juli 2008 (BGHZ 178, 1) hat der BGH entschieden, dass bei der Verwendung der VOB/B gegenüber Verbrauchern jede einzelne Klausel der AGB-Kontrolle nach §§ 307 ff. BGB unterliege. Welche Klauseln im Einzelnen nichtig sind, hat er bislang noch nicht entschieden, sondern vielmehr den Rechtsstreit an das Kammergericht zurückverwiesen.
In der Folgezeit hat der Gesetzgeber eine gesetzliche Klarstellung vorgenommen. Die bisherigen Sonderregelungen zur VOB/B in § 308 Nr. 5 und §§ 309 Nr. 8 b) ff) BGB a.F. wurden gestrichen. Die neue Regelung in § 310 Abs. 1 Satz 3 BGB sieht vor, dass § 307 Abs. 1 und 2 BGB in Bezug auf eine Inhaltskontrolle einzelner Bestimmungen der VOB/B keine Anwendung findet, wenn die VOB/B gegenüber einem Unternehmer oder einer juristischen Person des öffentlichen Rechts verwendet wird und in den Vertrag ohne inhaltliche Abweichungen insgesamt einbezogen wird. Damit ist die Privilegierung der VOB/B für die genannten Fälle deutlicher im Gesetz geregelt, für Fälle einer Verwendung der VOB/B gegenüber einem Verbraucher hingegen nicht mehr vorgesehen, sodass in solchen Verträgen die einzelnen Klauseln der VOB/B einer Inhaltskontrolle unterliegen. Dabei wird nach § 310 Abs. 3 Nr. 1 BGB fingiert, dass die VOB/B vom Unternehmer gestellt wurde, es sei denn, der Unternehmer kann beweisen, dass sie vom Verbraucher in den Vertrag eingeführt wurde.
In der Praxis ist es fast unmöglich, die VOB/B als Ganzes in den Vertrag mit aufzunehmen. Somit greift die oben beschriebene Inhaltskontrolle ein. Das AGB-Recht unterscheidet nun zwischen dem Verwender und der anderen Vertragspartei (§ 305 Abs. 1 BGB), hierbei stellt der Verwender die allgemeinen Geschäftsbedingungen. Ziel des Gesetzes ist es, die andere Vertragspartei zu schützen, d. h., bei einer Inhaltskontrolle werden nur die Paragraphen geprüft, die zu Lasten der anderen Vertragspartei gehen. Klauseln, die den Verwender schlechter stellen, bleiben jedoch gültig. Für die VOB/B bedeutet das, dass zuerst geprüft wird, welche Vertragspartei die VOB/B in den Vertrag eingebracht hat. Diese wird dann im Sinne des § 305 BGB zum Verwender, für den alle ihm ungünstigen Regeln der VOB/B gültig sind (vgl. § 307 Abs. 1 S. 1 BGB). Die andere Vertragspartei wird jedoch durch die Inhaltskontrolle geschützt. Anders ist es, wenn sich beide Parteien auf die Verwendung der VOB/B einigen. Dadurch werden beide zu Verwendern nach § 305 BGB und die einzelnen Regelungen der VOB/B unterliegen nicht der Inhaltskontrolle nach § 307 Abs. 1 BGB.

### Im konkreten Bauvertrag geltende Version
Die VOB/B geht auf das Jahr 1926 zurück. Sie wurde und wird laufend den aktuellen Gegebenheiten, insbesondere den gesetzlichen Rahmenbedingungen, angepasst. Insofern gibt es zahlreiche Fassungen der VOB/B, die zur Klarstellung mit dem jeweiligen Jahr bezeichnet werden. Für öffentliche Auftraggeber wird amtlich festgelegt, ab wann sie die jeweils aktualisierte Fassung ihren Verträgen zugrunde zu legen haben.
Privaten Vertragsparteien steht es frei, ob sie die VOB/B vereinbaren. Demgemäß haben sie es auch in der Hand, eine bestimmte, auch eine ältere Fassung der VOB/B zur Grundlage zu machen. Empfehlenswert ist die Vereinbarung einer älteren Fassung nicht, da Änderungen der VOB/B überwiegend der Anpassung an den aktuellen Stand der, auch mit Vereinbarung der VOB/B, relevant bleibenden gesetzlichen Regelungen und der Rechtsprechung dienen und diese dann fehlt. Wird keine bestimmte Fassung vereinbart, so gilt die im Zeitpunkt des Vertragsabschlusses gültige neueste veröffentlichte Fassung als vereinbart.
Die aktuelle Ausgabe der VOB/B ist die Fassung 2019.

## VOB/B und BGB
Grundsätzlich richten sich Bauverträge allein nach dem Werkvertragsrecht des BGB. Viele Vorschriften des BGB sind jedoch nicht zwingend. Sie können deshalb durch vertragliche Regelungen ergänzt oder modifiziert werden, sowohl durch Einzelvertrag als auch durch AGB wie die VOB/B. Wird die VOB/B vereinbart, so werden hierdurch einige Bestimmungen im BGB durch abweichende Regelungen ersetzt, während andere von der VOB/B nicht berührt werden und neben diesen gelten. Bei der Verwendung der VOB/B durch öffentliche Auftraggeber werden neben der VOB/B regelmäßig noch weitere Bedingungen, wie etwa ZVB und BVB vereinbart, mit denen die Regelungen der VOB/B ergänzt werden. Der Inhalt dieser ergänzenden Regelungen ist teilweise in der VOB/A vorgegeben.
Wesentliche Abweichungen der VOB/B vom Werkvertragsrecht des BGB sind insbesondere
- die Sonderregelung für Leistungsverzögerungen in § 5 Abs. 4,
- der Schadensersatz für Fälle der Behinderung nach § 6 Abs. 6,
- zusätzliche Sonderregelungen für die Abnahme (förmliche, fiktive) in § 12,
- die Regelung der Mängelansprüche (vor Abnahme in § 4 Abs. 7, nach Abnahme in § 13), wobei mehr als nach dem BGB die Mängelbeseitigung im Vordergrund steht und das gesetzliche Rücktrittsrecht ausgeschlossen ist,
- die kürzere Verjährungsfrist für Mängelansprüche bei Bauwerken von 4 Jahren (§ 13 Abs. 4),
- die Unterbrechung der Verjährung für Mängelansprüche durch schriftliche Mängelrüge des Auftraggebers (§ 13 Abs. 5 Nr. 1),
- die Fälligkeitsvoraussetzungen der prüfbaren Rechnung (§ 14) und der Prüfung der Schlussrechnung (§ 16 Abs. 3 Nr. 1),
- das weitergehende Recht auf Abschlagszahlungen (§ 16 Abs. 1),
- die Einrede der vorbehaltlosen Annahme der Schlusszahlung (§ 16 Abs. 3 Nr. 2) und
- die Sonderregelung zur Verzinsung von Werklohnforderungen im Verzugsfalle (§ 16 Abs. 5 Nr. 3 und 4).

Die VOB/B enthält gegenüber dem BGB einige formelle Anforderungen an die Durchsetzung der Rechte des Auftraggebers. Wenn diese Formalien nicht beachtet werden, droht Rechtsverlust.